# Lycophotia erythrina
Lycophotia erythrina ist ein Schmetterling (Nachtfalter) aus der Familie der Eulenfalter (Noctuidae). Der Artname leitet sich von dem griechischen Wort ἐρυθραίνω mit der Bedeutung „mache rot“ ab und bezieht sich auf die rötlich gefärbte Vorderflügeloberseite der Falter.

## Merkmale

### Falter
Die Flügelspannweite der Falter beträgt 30 bis 34 Millimeter. Die Vorderflügeloberseite ist rotbraun, violett braun oder schwarzbraun gefärbt. Innere und äußere Querlinie sind weißlich, sehr schwach ausgebildet, zumeist in Punkte aufgelöst und heben sich lediglich am Vorderrand deutlich ab. Weitere kleine weißliche Punkte sind nahe der Flügelspitze zu erkennen. Die Hinterflügeloberseite ist zeichnungslos bräunlich grau gefärbt, bei den Weibchen etwas dunkler als bei den Männchen.

### Raupe
Ausgewachsene Raupen sind überwiegend hell rötlich braun gefärbt. Auffällig ist die breite, gelbweiße und dünn dunkel eingefasste Rückenlinie. Zwischen der Rücken- und den ebenfalls gelbweißen Nebenrückenlinien heben sich auf jedem Körpersegment große dunkelbraune Flecke ab. Die Stigmen sind schwarz.

## Verbreitung und Lebensraum
Die Art kommt lokal in Spanien, Portugal, Südfrankreich, Norditalien und Albanien vor. Lycophotia erythrina bewohnt bevorzugt warme Heidegebiete.

## Lebensweise
Hauptflugzeit der in einer Generation im Jahr fliegenden, überwiegend nachtaktiven Falter sind die Monate Juli und August. Sie besuchen künstliche Lichtquellen sowie Köder. Die Raupen ernähren sich von Erica scoparia und Baumheide (Erica arborea).